# Cliff Hagan
Clifford Oldham Hagan (* 9. Dezember 1931 in Owensboro, Kentucky) ist ein ehemaliger US-amerikanischer Basketballspieler. Er spielte zehn Jahre für die St. Louis Hawks in der NBA und konnte mit der Mannschaft 1958 die NBA-Meisterschaft gewinnen. Später war er als Spieler und Trainer für die Dallas Chaparrals in der American Basketball Association (ABA) aktiv. Hagan war der erste Spieler, der in beiden Ligen zum All-Star berufen wurde. 1978 wurde er für seine Karriereleistungen in die Naismith Memorial Basketball Hall of Fame aufgenommen.

## Karriere

### College
In seiner Sophomore-Saison mit der Mannschaft der University of Kentucky gewann Hagan 1951 die NCAA Division I Basketball Championship. In der nachfolgenden Junior-Saison wurde Hagan als All-American ausgezeichnet.
Aufgrund eines Skandals um Spielmanipulationen durch Spieler der University of Kentucky wurde die gesamte Mannschaft für die Saison 1952/53 gesperrt. In dieser Zeit trainierten die Spieler weiter, ohne am Spielbetrieb teilnehmen zu können. Hagan und andere Mannschaftsmitglieder machten in jenem Jahr ihren Abschluss, absolvierten jedoch in der Saison 1953/54 eine zusätzliche Spielzeit für Kentucky. Im ersten Spiel der Saison glänzte Hagan mit 51 Punkten. Die Partie war der erste Sieg in einer ungeschlagenen Saison, in der den Wildcats eine Bilanz von 25–0 gelang.
Eine damals gültige NCAA-Regel verbot jedoch Spielern, die bereits einen Abschluss an ihrem College gemacht hatten, die Teilnahme an den Play-offs der NCAA. Hagan und anderen Mitspielern war diese Regel nicht bekannt gewesen. Obwohl die University of Kentucky als topgesetzte Mannschaft zum NCAA-Turnier eingeladen wurde, lehnte die Mannschaft letztlich ab, da sie ohne Hagan und zwei weitere Leistungsträger hätte antreten müssen und die ungeschlagene Saison nicht aufs Spiel gesetzt werden sollte.

### NBA
Hagans erste Saison in der NBA begann 1956 bei den St. Louis Hawks, obwohl er bereits 1953 von den Boston Celtics als Drittrundenwahl gedraftet worden war. Zunächst beendete Hagan seine Collegezeit mit einer weiteren Spielzeit, nachdem er bereits gedraftet war. Anschließend diente er für zwei Jahre in der United States Air Force, wo er Dienst-Basketball spielte. 1956 wurde er dann noch vor Saisonbeginn zusammen mit Ed Macauley von den Celtics im Tausch für die Draftrechte an Bill Russell transferiert.
Bei den Hawks etablierte sich Hagan schnell als Spitzenspieler und gewann mit der Mannschaft in seinem zweiten Profijahr, 1958, die NBA-Meisterschaft. Im gleichen Jahr sowie außerdem 1959 wurde Hagan in das All-NBA Second Team berufen. Des Weiteren nahm er fünfmal in Folge am NBA All-Star Game teil (1958–1962).
In insgesamt 745 Spielen für die St. Louis Hawks erreichte Hagan in seiner Karriere 13.447 Punkte (18,0 pro Spiel) und 5.116 Rebounds (6,9 pro Spiel) sowie 2.242 Assists (3,0 pro Spiel).

### ABA
Zum Ende seiner Karriere wechselte Hagan 1967 in die neue gegründete Profiliga ABA. Für die Dallas Chaparrals wurde er als Spieler-Trainer tätig. Mit seinem körperbetonten Stil und im Schnitt 18,2 Punkten in seiner ersten Saison führte er das Team bis ins Finale der Western Division, wo die Mannschaft jedoch gegen die New Orleans Buccaneers unterlag.
Die Spielzeit 1968/69 verlief für Hagan und die Chaparrals nur mäßig erfolgreich. Als Konsequenz beschränkte sich Hagan in der folgenden Spielzeit auf seine Tätigkeit als Trainer, wurde in dieser Funktion aber bereits zur Mitte der Saison entlassen.

## Spielweise
Hagan war für seine Treffsicherheit mit der Technik des Hakenwurfs bekannt. In der Offensive zeichnete er sich außerdem durch gutes Post-up-Spiel aus. In der Verteidigung bewies er sich als guter Rebounder: Über den Zeitraum seiner gesamten Collegekarriere erreichte Hagan mehr als zehn Rebounds pro Spiel, ebenso in drei seiner ersten Spielzeiten als Profi.

## Auszeichnungen und Erfolge
- NBA-Champion: 1958
- NBA All-Star (5): 1958, 1959, 1960, 1961, 1962
- All-NBA Second Team (2): 1958, 1959
- ABA All-Star: 1968
- NCAA-Champion: 1951
- All-American: 1953
- Mitglied der Naismith Memorial Basketball Hall of Fame: 1978